# Angelo Maria Bandini

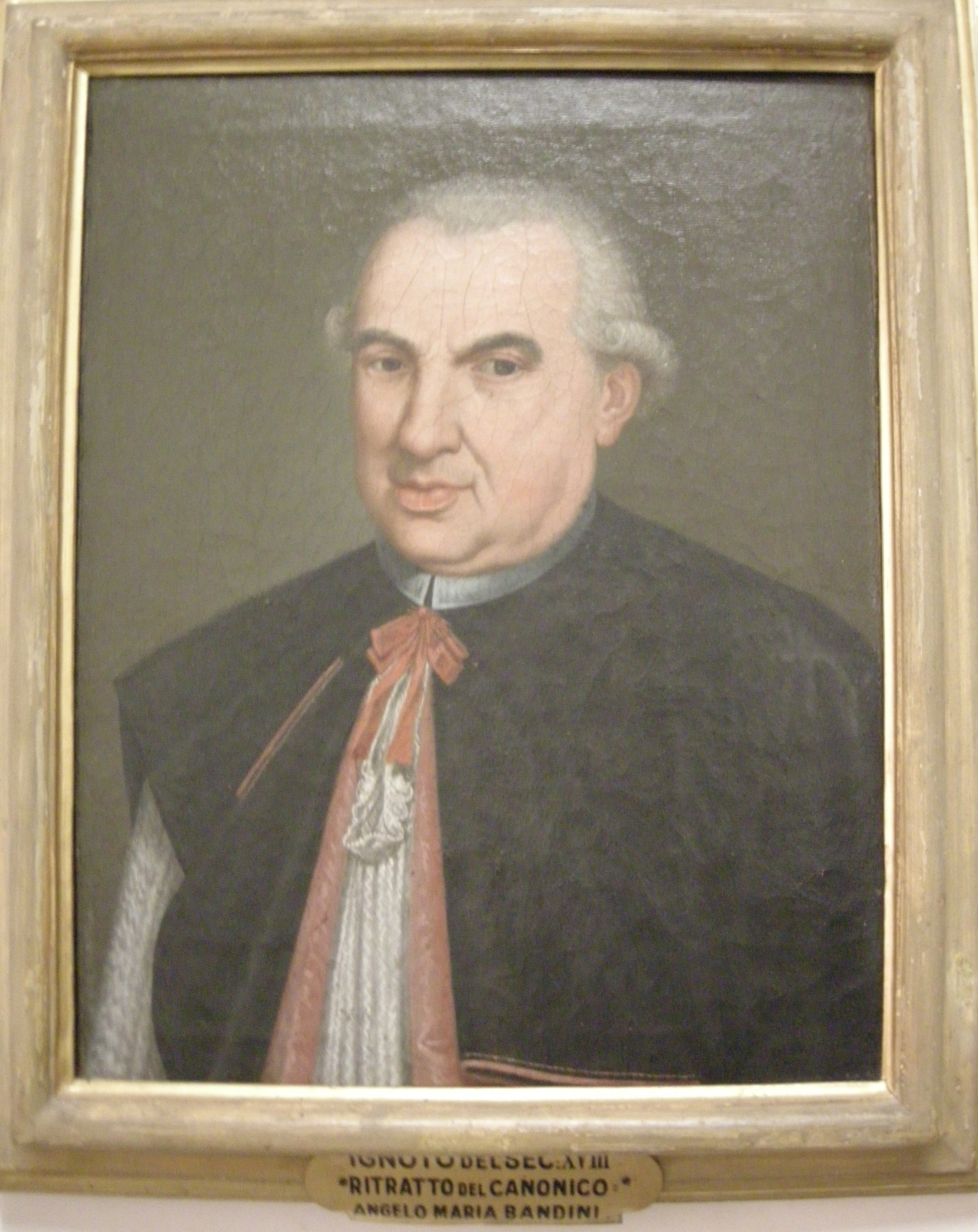
Angelo Maria Bandini.

Angelo Maria Bandini, född den 25 september 1726 i Florens, död den 10 augusti 1803 i Fiesole, var en italiensk bibliograf och filolog. 
Bandini, som var bibliotekarie vid det laurentinska biblioteket i Florens, utgav flera viktiga bibliografiska arbeten, bland annat Catalogus codicum manuscriptorum bibliothecæ mediceæ laurentianæ (1764–1793) och De Juntarum typographia (1791), samt upplagor av de grekiska klassikerna.